# Массовое убийство в Розберге
Стрельба в Розберге (штат Орегон, США) произошла 1 октября 2015 года на территории кампуса колледжа Ампква. 26-летний местный житель Кристофер Шон Харпер-Мерсер застрелил 9 человек и ранил ещё девятерых на территории кампуса, после чего застрелился.

## Ход событий
Согласно показаниям выживших студентов, преступник начал стрельбу в 10:38 (UTC−7) в аудитории № 15, где проходила лекция по изучению английского языка.
По словам 18-летней Анестейши Бойлан, находившейся в тот момент в аудитории, преступник убил преподавателя, внезапно произведя выстрел в стеклянную дверь. Затем Мерсер вошёл в аудиторию и, направив оружие на шокированных студентов, приказал им назвать своё вероисповедание. Услышав, что некоторые назвали себя христианами, сказал: «Ладно, раз вы христиане, то отправитесь и увидите Бога сию секунду!», после чего открыл по ним огонь. Сама Бойлан получила ранение в позвоночник и была госпитализирована.
Уходя, Харпер-Мерсер приказал одному из студентов оставаться в углу аудитории, после чего вручил ему пакет и сказал передать его полиции.
Затем преступник попытался проникнуть в другую аудиторию, но преподавательница закрыла собой дверь, и после неудачной попытки открыть её, Мерсер выстрелил сквозь дверь не менее 18 раз, буквально изрешетив женщину.
Почти в тот же момент стрелка попытался обезвредить 30-летний Крис Минц, бывший военнослужащий вооруженных сил США. Минц попытался накинуться на стрелявшего, чтобы предотвратить его вход в другую аудиторию, но преступник вовремя заметил его и произвёл в мужчину три выстрела. Упавший на пол Минц прокричал убийце «Сегодня день рождения моего сына, ему всего шесть лет!» В ответ на это Мерсер выстрелил в него ещё дважды, но тот выжил..
Примерно в это же время на телефон службы спасения поступил звонок из кампуса. Звонивший сообщил, что по территории кампуса движется вооружённый человек и стреляет в людей без разбора. Позже в полицию начали поступать и другие звонки подобного содержания.
В 10:44 утра, через шесть минут после начала стрельбы, к месту происшествия прибыли первые полицейские машины. Шериф Даглас Джон Хэнлин, вместе со своим помощником и сотрудником охраны учебного заведения, двинулся в сторону стрелявшего. Увидев их, преступник открыл огонь по стражам правопорядка.. Перестрелка продолжалась от двух до четырёх минут, после чего, примерно в 10:48 утра, раненый в правую руку нападавший застрелился в одной из аудиторий. Никто из сотрудников полиции не пострадал.

## Нападавший
Стрелок — Кристофер Шон Харпер-Мерсер (англ. Christopher Sean Harper-Mercer), родился 26 июля 1989, местный житель, студент заочной формы обучения Umpqua Community College.
Родился в Ланкашире. До 16 лет жил с матерью и отцом в Калифорнии. Затем, после развода родителей, вместе с матерью, перебрался в Орегон, где та получила престижную должность. Несмотря на то что по решению суда оба родителя имели равные права по опеке над сыном, до 18 лет Харпер-Мерсер не виделся со своим отцом.
В 2008 году Мерсер завербовался в новобранцы Армии США, но через месяц был уволен оттуда во время прохождения курса подготовки на военной базе Fort Jackson штат Южная Каролина. Официальная версия — «по состоянию здоровья». Но бывшие сослуживцы рассказывали, что Мерсер был уволен из армии, так как пытался покончить с собой, не выдержав эмоциональных и физических нагрузок.
В 2009 году Мерсер закончил Switzer Learning Center для лиц с эмоциональными проблемами и лиц, имеющих проблемы с умственным развитием. В 2013 году вместе с матерью переехал в городок Винчестер, когда мать получила там работу.
В их доме хранилось не менее 14 единиц огнестрельного оружия, на которые у матери Мерсера было разрешение. Среди арсенала было как минимум два пистолета Glock и винтовка AR—15, которые всегда находились в заряженном состоянии и лежали у всех на виду, что противоречит действующему законодательству штата Орегон. По словам соседей, Мерсеры очень часто выезжали на стрельбище. Самого Мерсера соседи описывали как «злого молодого человека, вечно недовольного жизнью и ведущего замкнутый образ жизни». Отец преступника — Ян Мерсер — позже предположил, что у сына была затяжная депрессия в связи с проблемами психики.
Мерсер придерживался антирелигиозных и расистских взглядов. Он писал одобрительные комментарии в интернете по поводу Массового убийства в «Сэнди-Хук» и Стрельбы в Айла-Висте.
Полиции стало известно, что 1 сентября 2015 года Мерсер получил письмо от администрации «Umpqua Community College» о том, что в случае непогашения задолженности по оплате обучения в сумме 2021 доллар он будет отчислен из колледжа не позднее 6 октября.
30 сентября Мерсер оставил сообщение на анонимном имиджборде 4chan, в котором сообщил, что собирается устроить стрельбу, чтобы стать героем новостей. Также в сообщении он сказал, что чувствует себя очень замкнуто и одиноко. Там же было написано, что он осознаёт, что сам по себе — ни на что не способное ничтожество.
Расстрел стал вторым подобным инцидентом в Розберге. Первый случай произошёл 23 февраля 2006 года, когда 14-летний ученик Roseburg High School Винсент Уэйн Лэудоро, подвергавшийся издевательствам со стороны своих одноклассников, тяжело ранил из пистолета 16-летнего Джозефа Монти, после чего пытался совершить самоубийство, но прибывшие полицейские предотвратили его и арестовали стрелявшего. В июле 2006 года суд приговорил Лэудоро к 11 годам тюремного заключения.